# Eustomias orientalis
Eustomias orientalis és una espècie de peix de la família dels estòmids i de l'ordre dels estomiformes.

## Morfologia
- Els mascles poden assolir 16 cm de longitud total.
- Nombre de vèrtebres:68.[3][4]

## Hàbitat
És un peix marí i d'aigües profundes que viu fins als 150 m de fondària.

## Distribució geogràfica
Es troba al Japó i al nord de Nova Guinea.